# Газета

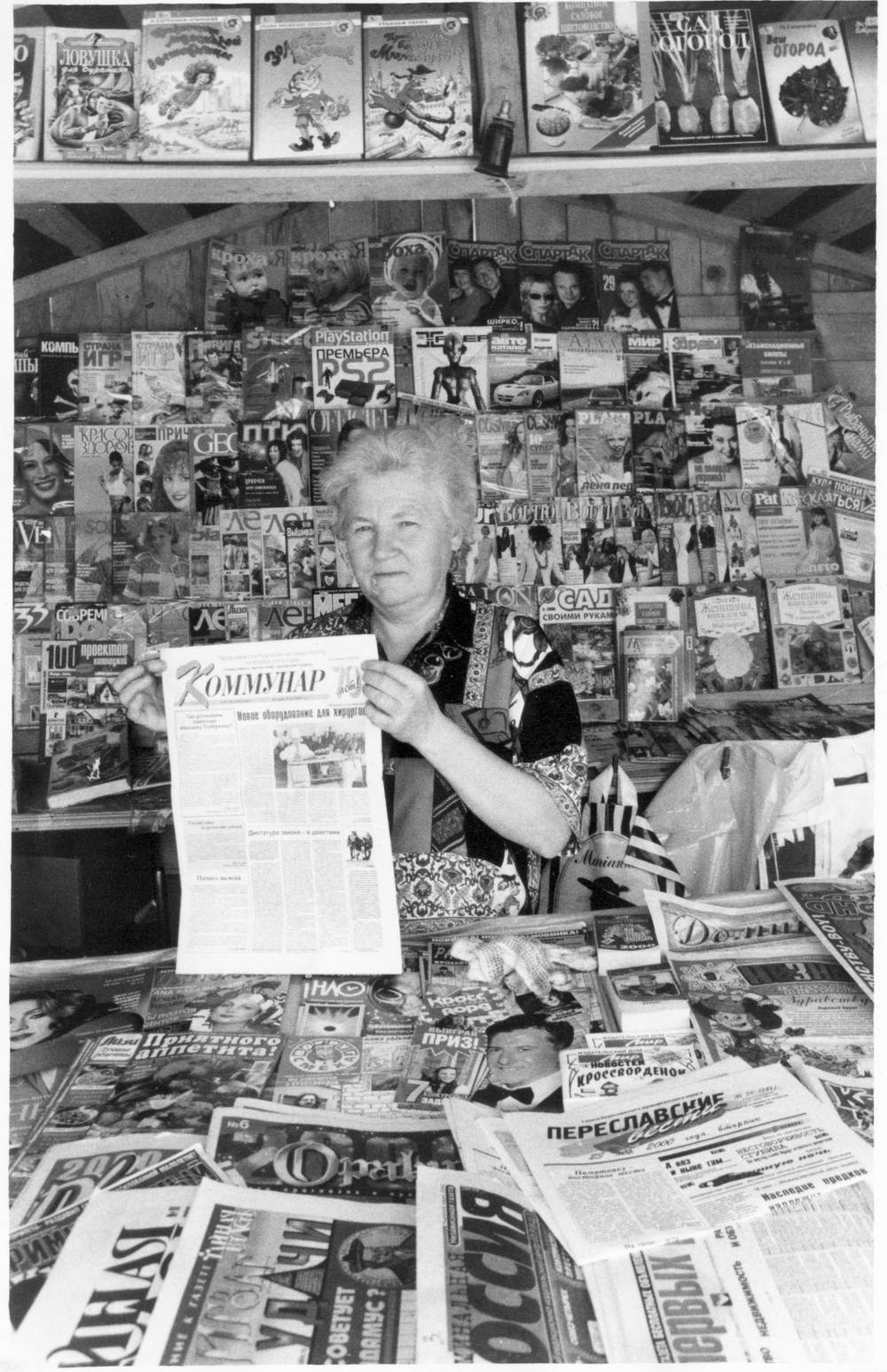
Газету можно купить в киоске или на лотке

Газе́та — печатное периодическое издание, выходящее под постоянным названием и не реже одного раза в месяц. Прообразом газеты считают древние рукописные сводки новостей. Ещё Юлий Цезарь начал публиковать «Деяния сената», а затем «Ежедневные общественные деяния народа». Римские газеты представляли собой глиняные дощечки, на которых записывали хронику событий. Примерно с 713 года в Китае начал выходить «Цзинь бао» («Столичный вестник»). Название «газета» произошло от наименования мелкой итальянской монеты газетта (итал. gazzetta). В XVI веке за прочтение ежедневного публичного листка с информацией (сообщениями о придворной жизни, торговых новостях, сообщениями из других городов) платили одну газетту. Согласно советскому ГОСТу — «листовое издание в виде одного или нескольких листов печатного материала установленного формата, издательски приспособленное к специфике данного периодического издания».

## Особенности газет
Газета в современном смысле отличается от прочих печатных изданий четырьмя критериями:
- актуальностью;
- периодичностью;
- публичностью — рассчитана на возможно более широкую публику;
- универсальностью — широкий спектр тем, всё, что могло бы интересовать читателей.

Особенностями данного вида изданий является:
- Мобильность — газету можно читать как дома, так и в любом другом месте;
- Общедоступность — газета предназначена для неопределённого круга лиц, читателем её может стать любой человек;
- Периодичность — газета относится к периодическим изданиям, выходящим в свет по установленному издателем графику. По этому признаку газеты делятся на ежедневные, еженедельные, ежемесячные (редко). Существуют газеты выходящие два или три раза в неделю, два раза в месяц и т. п. Существуют также утренние и вечерние газеты;
- Официальность — многие решения (распоряжения, законы и т. п.) властных органов всех уровней вступают в силу только после их официального опубликования в газете или другом печатном органе.

## История
Предшественниками газет традиционно считаются новостные сообщения, распространявшиеся в Древнем Риме о событиях, произошедших в городе. Переписывавшиеся от руки свитки под названием Acta diurna populi romani («Ежедневные дела римского народа») вывешивались на площадях и доставлялись политикам или просто знатным горожанам. Римские газеты представляли собой деревянные дощечки, на которых записывали хронику событий. Новостные сводки, как правило, имели неофициальный характер, пока Юлий Цезарь не распорядился в обязательном порядке распространять отчёты о заседаниях сената, донесения полководцев и послания правителей соседних государств.
Первой в мире печатной газетой стал «Столичный вестник», который начал выходить в Китае в VIII веке. В ней помещали указы императора и сообщения о важнейших событиях. Газеты печатали с досок, на которых вырезали иероглифы, покрывали тушью и делали оттиски. Эта технология была крайне неудобной, так как доска от частого покрывания краской быстро приходила в негодность.
На протяжении последующих столетий в газетах мало что изменилось: вплоть до изобретения в Германии в 1450-х годах Иоганном Гутенбергом печатного пресса, позволявшего размножать текст и изображения, не прибегая к услугам переписчиков, газеты (представлявшие собой всё те же переписанные от руки свитки с главными новостями) оставались весьма дорогим атрибутом жизни высокопоставленных чиновников или богатых торговцев. Свой современный облик газеты начали приобретать в XVI веке. Тогда и вошло в обиход само название «газета» — по наименованию мелкой итальянской монеты газетты, которую платили за листок новостей «La gazeta dele novità» (вен., буквально «Новостей на газетту») в Венеции. Считается, что именно в этом городе были образованы первые бюро по сбору информации — прообразы информационных агентств — и возникла профессия «писателей новостей».

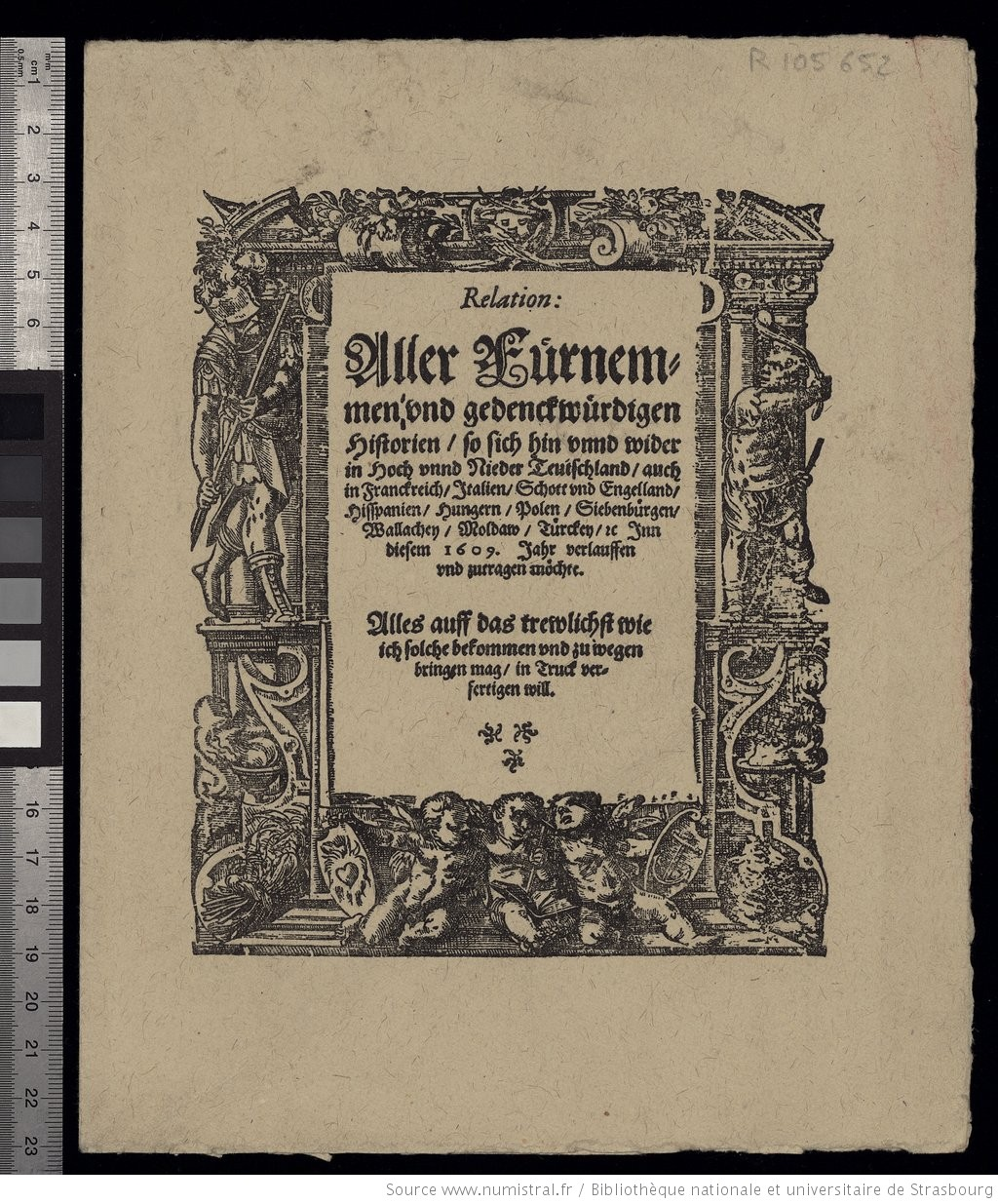
Титульный лист газеты «Relation», 1609

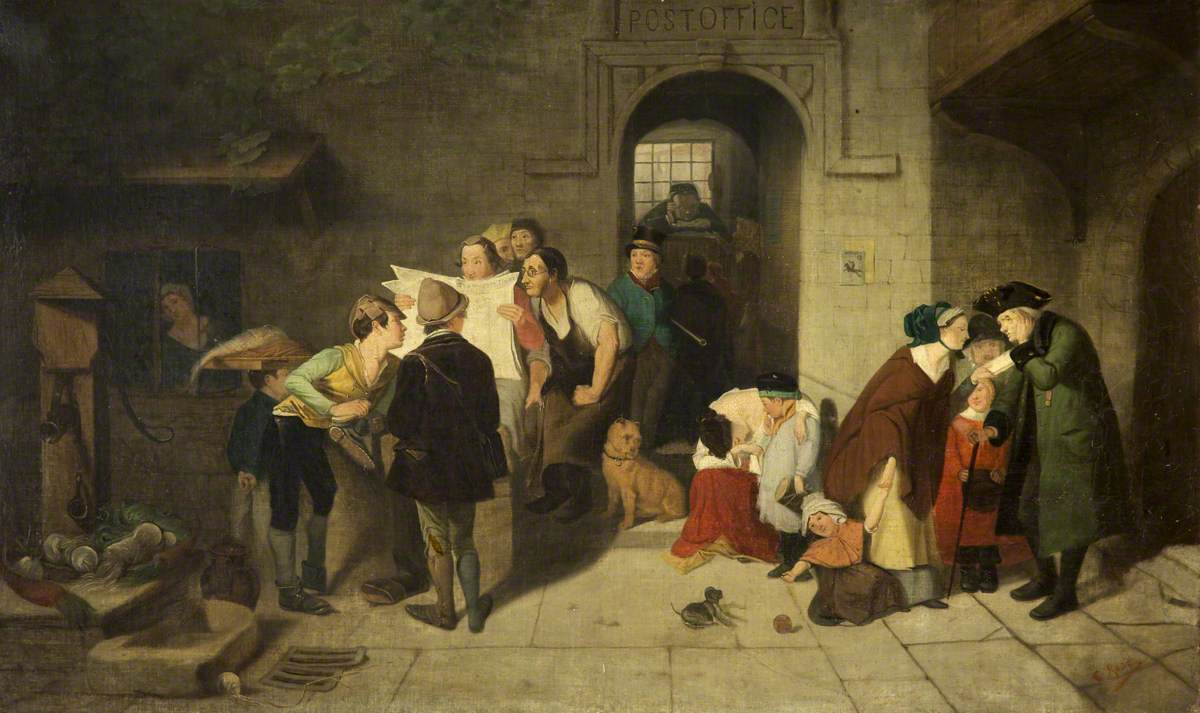
«Газетные новости». Худ. Эдвард Вильерс Риппингилль, 1820-е гг.

Годом рождения европейской газетной периодики считается 1605 год. Первое издание появилось в Страсбурге. Она начиналась словами «Relation: Aller Fürnemmen». Его редактором-издателем стал типограф Иоганн Каролус, ранее занимавшийся составлением рукописных газет. В январе 1609 года в городе Вольфенбюттель опубликована первая сохранившаяся до наших дней газета. Она называлась «Aviso». В ней были помещены новости из Кёльна, Антверпена, Рима, Венеции, Вены и Праги. В 1622 г. в Вене имеются уже три газеты. Во Франкфурте-на-Майне книгопродавец Эгенольф Эммель основал в 1615 г. еженедельную Г. «Frankfurter Journal».

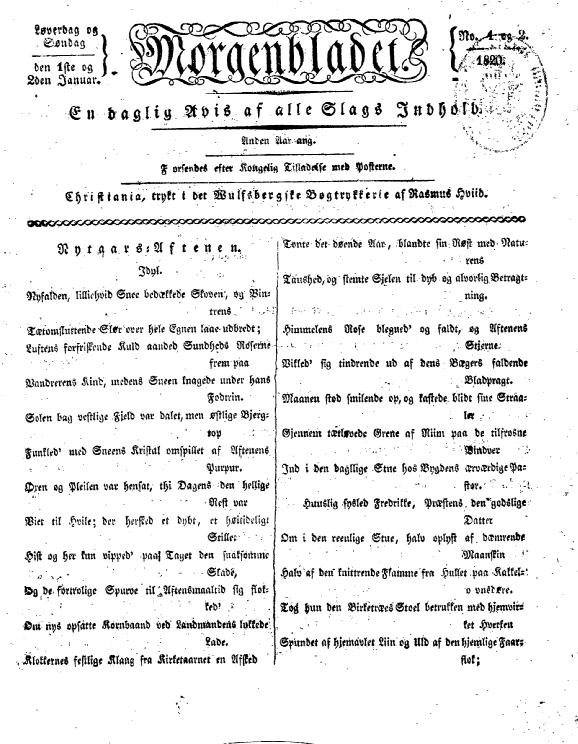
Первая страница норвежской газеты «Моргенбладет», выпуск от 2 января 1820 года

К числу первых газет, сильно напоминающих современные нам издания, принято относить издававшуюся с 30 мая 1631 года во Франции газету «La Gazette». Тираж газеты насчитывал около 1200 экземпляров, а её издателем стал получивший в 1630 году патент на распространение новостей по территории Франции дворянин Теофраст Ренодо. Политическое значение «La Gazette» было настолько велико, что некоторые сообщения в неё писали лично король Франции Людовик XIII, а также кардинал Ришельё. Значение «La Gazette» для развития этого типа СМИ было особенно велико ещё и потому, что в «La Gazette» стала размещаться платная реклама.
В 1645 году королева Кристина приказала учредить в Швеции газету для извещения подданных о королевских решениях и последних событиях в политической жизни страны. Эта газета, под названием Post- och Inrikes Tidningar, существует до настоящего времени.
В 1657 году одна из английских газет опубликовала первое рекламное предложение, вскоре король Карл II разместил частное объявление о пропаже любимой собаки, а полвека спустя Даниэль Дефо положил начало политической журналистике, основав еженедельник «Обозрение государственных дел».
Проникшее в немецкую печать итальянское слово «avviso» свидетельствует о генетической связи между первыми немецкими еженедельными газетами и их венецианскими прообразами. Формат немецких изданий и форма подачи новостей также напоминают венецианские avvisi.
Первые печатные газеты не имели чётко обозначенного названия. Место издания и фамилия редактора-издателя обычно не указывались. Расположение новостного материала зависело не от степени важности самого описываемого события, а от дня поступления данной информации. Сами новости практически не комментировались и подавались без всяких рубрик, политические события перемежались с далеко не всегда достоверными сенсациями.
С середины XVII века начали появляться ежедневные газеты — лейпцигская «Айнкомменде цайтунген» («Einkommende Zeitungen», основана в 1650 году) в Германии, «Дейли курант» («Daily Courant», основана в 1702 году) в Англии, «Журналь де Пари» («Journal de Paris», основана в 1777 году) во Франции.

### Первые американские газеты
Английские колонисты в Америке, из-за небольшой плотности населения и жёсткого правления, узнали о существовании газет сравнительно поздно. 25 сентября 1690 в Бостоне вышел первый номер «Паблик оккеренсиз» («Publick Occurrences, both Forreign and Domestick»). Первую заметку этой первой в Америке газеты следует признать удачной: «Обращенные в христианство индейцы в некоторых частях Плимута недавно назначили день благодарения Господа за Его Милости». Однако, если газета намеревалась выжить, прочие материалы, надо признать, были выбраны не столь удачно. «Паблик оккеренсиз» содержала нападки на индейцев, воевавших на стороне англичан против французов, и пересказ скабрезной сплетни о французском монархе. Эта журналистика отражала вкусы издателя Бенджамина Харриса, который выпускал в Англии газетёнку сплетен и сенсаций, пока его не отправили за решётку, а после того, как он опубликовал провокационную заметку о якобы имевшем место католическом заговоре против Англии, вынудили эмигрировать в Америку. Власти Массачусетса тотчас выразили своё «высокое негодование и возмущение» по поводу «Паблик оккеренсиз», так что первый выпуск первой американской газеты оказался последним. Очередная газета появилась в колониях лишь спустя 14 лет.

### XIX—XX века
Настоящий мировой бум газет пришёлся на XIX век, когда в газеты сместился центр политической и общественной жизни многих стран Европы. В XX веке газеты продолжали успешно развиваться, постепенно видоизменяясь из-за появления таких новых электронных СМИ, как радио (в 1920-е годы) и телевидения (в 1950-е годы). Не будучи способными конкурировать с радио и телевидением в оперативности передачи информации и эмоциональности представления сюжетов, газеты сделали основную ставку на комментарии, подробный анализ событий, а также на развитие таких приложений, как освещение местных новостей и всевозможные мелкие объявления.

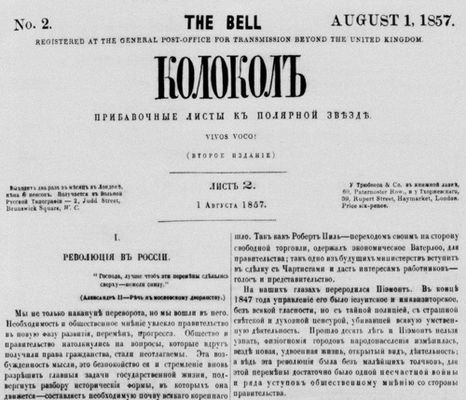
«Колокол» А. И. Герцена, 1857

В 1824 г. в Пруссии было всего 845 газет, выходивших миниатюрными изданиями.

### XX—XXI века
В конце XX века, с появлением Интернета, куда ушла значительная часть рекламных объявлений, газеты стали переживать определённый кризис. Ответом на этот кризис для многих газет стал переход в таблоидный формат, позволяющий экономить бумагу, а также привлекать более короткими и эмоциональными статьями большое количество молодых динамичных читателей, которые оставались неохваченными прежними консервативными газетами. Тем не менее, переход в формат таблоида не является для современных газет панацеей и не всегда приносит ожидаемый экономический эффект. В настоящее время большинство газет мира находится в поиске новых форм подачи материалов и привлечения читателей и рекламодателей.
В XXI веке продолжает выходить единственная рукописная газета — «Мусальман». Четыре каллиграфа ежедневно записывают её текст на языке урду, а затем образец размножается с помощью печатного пресса.

## Виды и типы газет
Газеты делятся:
- по принципу территориального распространения и охвату аудитории — общенациональные, региональные (республиканские, областные, краевые), местные (городские, районные), внутрикорпоративные (обращённые к сотрудникам определённой организации), многотиражные, профессиональные;
- по тематике — деловые, общеполитические, отраслевые, рекламно-информационные, развлекательные, смешанные;
- по возрастному принципу — детские, молодёжные газеты, газеты для пенсионеров и т. д.;
- по периодичности — ежедневные (утренние или вечерние), еженедельные, ежемесячные;
- по типу — бумажные и интернет издания;
- по формату — широкоформатные, берлинер, таблоид и др.;
- по стилю оформления — цветные, чёрно-белые и чёрно-белые с цветными вставками;
- по качеству — солидные, популярные, квалоиды[неизвестный термин][источник не указан 951 день] и «жёлтые»;
- по стоимости — платные и бесплатные.

## Газетные жанры
Основные функции средств массовой коммуникации — информация, образование, создание общественного мнения и воспитание — находят своё отражение в конкретных жанровых формах.
Использование тех или иных жанров определяется в первую очередь общественно-историческими условиями жизни. Например, в довоенной советской журналистике был очень распространён жанр очерка. По свидетельству известного в то время журналиста Семена Нариньяни в «Комсомольской правде» 1930-х годов очерк был жанром номер один. «Иногда в одном номере печаталось по два-три очерка сразу. На второй странице очерк производственный, на третьей — морально-этический, на последней — спортивный или научный.» То есть в газетах того времени преобладали материалы, несущие образовательную, воспитательную функции. Постигая грамоту, народные массы молодой советской республики тянулись к знаниям, и газеты старались выполнять стоящие перед ними задачи — обучать и воспитывать людей на ярких примерах новой жизни.
Сегодня мы наблюдаем иную картину: крупные жанры на полосах ежедневных газет появляются не очень часто, они перекочевали в еженедельники, журналы. На первое же место вышли информационные жанры. Ускоренный темп жизни, информационный бум диктуют изданиям и соответствующие формы подачи материалов. Многие газеты, учитывая читательские интересы, ориентируют журналистов на небольшие по объёму — 100—120 строк — материалы не только информационных, но и аналитических жанров с многочисленными фактами, лаконичной аргументацией, без лишних слов.
Наряду с традиционными жанровыми формами сегодня на страницах газет и журналов появляются новые, например, научно-популярные эссе, социально-политические диалоги, социальные портреты современников, социально-экономические очерки, проблемные социальные критические репортажи, аналитические интервью и т. д.
В международной журналистике многие жанры требуют специального исполнения. Газетные материалы должны обладать определённой направленностью — тщательным учётом всех специфических черт, свойственных аудитории той или иной страны или группы стран, для которых предназначается публикация, а также черт, свойственных местным газетам.

### Информационные жанры
Информационные жанры — заметка, репортаж, отчёт, интервью — отличаются оперативностью, наличием в материалах событийного повода, рассмотрением отдельного факта, явления.
Этим жанрам отводится наибольшая часть газетной площади. Именно эти жанры несут аудитории все последние новости. В некоторых газетах их обозначают одним общим термином «новости», часто вкладывая в это понятие не просто сообщение о чём-то новом, а о сенсационном факте.
Сенсация — самый ходовой товар в массовой прессе. Издателю он повышает тиражи газет, приносит прибыли. Усилия репортёров этих изданий направлены на то, чтобы каждый номер обеспечить необычной, захватывающей новостью. И на страницы газет сплошным потоком идут материалы о катастрофах и убийствах, пожарах и наводнениях. А если вдруг ничего не случилось, сенсации приходится выдумывать, используя слухи и т. д.
Новости в такой печати — главный жанр. Они занимают больше половины площади газет (не считая рекламы). Светская, скандальная хроника, политические, экономические, спортивные сообщения заполняют многочисленные полосы. Обилие новостей приводит к тому, что многие читатели ограничиваются просмотром одних заголовков или в лучшем случае чтением первых абзацев, набранных крупным шрифтом. В заголовок или начало материала выносятся наиболее выгодные, часто второстепенные детали. Читатель же, приученный к тому, что изложение информационных материалов строится по принципу «перевернутой пирамиды» (главное сообщается вначале, а затем все менее и менее существенные подробности, чтобы легко было сокращать материал с конца при макетировании и вёрстке), воспринимает их как самое важное в сообщении.
Жанр материала журналист выбирает в зависимости от его содержания, от того насколько важны, злободневны и интересны найденные, отобранные факты.

#### Заметка
Это самый распространённый информационный жанр. Он сообщает о важном факте, событии общественной жизни. Основные его черты — сжатость изложения, высокая оперативность. Отвечает читателям на вопросы: что, где, когда? Не даёт анализа событий, то есть не отвечает на вопрос: почему? В заметке должна содержаться новость, отражённая в конкретном факте общественной жизни — новый факт. Причём не просто факт, а факт, имеющий общественное значение.

#### Отчёт
Отчёт — это развёрнутое информационное сообщение о событии сферы окружающей действительности (конференции, заседания, симпозиумы, семинары, собрания и пр.), то есть о том событии, на котором совершается большой обмен информацией.
В отчёте должны быть представлены основные темы, положения и идеи докладов, речей, выступлений лиц, принимающих участие в обсуждении. В качестве деталей выступают отдельные реплики, реакции слушателей на выступление (аплодисменты, дискуссия и т. д.). Отчёту свойственна предельная документальность и близость к словам говорящих, а также определённая сухость слога. Одно из главных требований к автору отчёта — точность передачи сути высказываний говорящих. Журналист может использовать как прямую речь, цитаты, косвенную речь, так и на основе полученных из доклада сведений написать текст.
Виды отчёта.
Прямой информационный отчёт — воспроизводит событие в хронологическом порядке. Журналист подробно отражает происходящее, ничего не комментируя. Однако его позиция может выражаться в акцентировании внимания на определённых деталях, например, доклады некоторых лиц могут быть более детализированы.
Аналитический отчёт — рассказывая о событии, журналист сообщает подробности с некоторыми комментариями. Для этого он имеет право привлекать дополнительные сведения, факты, цифры, мнения, вычленяя наиболее актуальные проблемы, затронутые в выступлениях рассказчиков.
Тематический отчёт — нарушает хронологический порядок события, автор выбирает доклады, связанные одной-двумя темами, проблемами, отказывается от побочных деталей и уделяет внимание выступлениям людей, затронувших выбранную им тему.

#### Интервью
Этот жанр представляет собой беседу журналиста с одним или несколькими лицами, имеющую общественный интерес. Изложение фактов, высказывание о событиях ведётся от имени человека, которого интервьюируют. Именно этим — мнением специалиста, компетентного в данном вопросе авторитетного лица — и ценно интервью для читателей.
Как и другие информационные жанры, интервью должно быть злободневным, отличаться целеустремлённостью, деловитостью. Интервью может играть даже роль официального политического документа, если его даёт журналисту крупный политический деятель, глава правительства, президент.

#### Репортаж
В отличие от других информационных жанров репортаж не просто сообщает о фактах, событиях, а показывает их через непосредственное восприятие автора, как бы воссоздавая картину происходящего. В основе репортажа всегда находится общественно значимое событие, которое развивается на глазах у читателя. Это своего рода история события.
Характерные особенности жанра — оперативность, динамичность, наглядность происходящего, активно действующее авторское «я», которое помогает создавать так называемый «эффект присутствия», позволяет читателю как бы находиться рядом с репортёром и вместе с ним видеть, ощущать событие.

### Аналитические жанры
Аналитические жанры — корреспонденция, комментарий, статья, рецензия, обзор печати, письмо, обозрение — имеют более широкие временные границы, в них содержится изучение и анализ системы фактов, ситуаций, обобщения и выводы. Сегодня исследователи журналистики расширяют диапазон аналитических жанров, вводя в их число беседу, журналистское расследование, эксперимент, версию, консультацию, социологическое резюме, аналитический пресс-релиз, рейтинг.

#### Комментарий
Этот жанр используется для оперативного разъяснения важных событий общественной жизни. До недавнего времени его считали одной из разновидностей статьи, которая отличается оперативной и гибкой формой, применяется для отклика на такие явления, как документ, речь политического деятеля, выступление прессы и т. д. Однако несмотря на то, что эти два жанра часто фигурируют в одном ряду, между ними есть существенная разница. Комментарий требует минимального размера и выстраивается, как правило, вокруг одного факта (или цепи однозначных фактов). Статья же подразумевает обстоятельный анализ явления, раскрытия его разных сторон, привлечение фактов различных планов.
Как показывает практика, комментарий сегодня уже уверенно занял собственные позиции как самостоятельный жанр в ряду других аналитических жанров. Особенно это заметно в публикациях на международные темы. Комментарий представляет собой актуальное публицистическое выступление, которое объясняет факты и явления с политических позиций, на которых стоит автор. Основные требования к этому жанру — лаконичность и точность оценки автором происходящих событий.
Газетная практика даёт большое количество примеров скромных по объёму, построенных на одном или нескольких близких друг другу фактах, лаконичных комментариев. Вместе с тем, нельзя отрицать и право на существование развёрнутых комментариев, в которых автор опирается на факты из различных источников, прослеживает историю того или иного явления, раскрывает читателями его истинный смысл.
Публикации этого жанра довольно разнообразны по применяемым в них литературно-публицистическим средствам, которые определяются творческой и политической задачей, поставленной журналистом. Комментарий может иметь пропагандистскую, критическую, сатирическую, полемическую окраску в зависимости от конкретного повода.

#### Корреспонденция
Это наиболее распространённый аналитический газетный жанр, который основывается на конкретном анализе фактов, изучении какой-либо локальной ситуации. Назначение корреспонденции — пропагандировать новые явления общественной жизни, вскрывать имеющиеся недостатки.
Корреспонденция строится на ряде фактов, объединённых одной общей темой. В ней выдвигаются злободневные вопросы, требующие незамедлительного решения.
Основные черты корреспонденции — это оперативность, актуальность, конкретность темы, точный адрес освещаемых явлений, чёткие временные границы происходящего, убедительность, аргументированность изложения проблемы, обобщение, конкретные рекомендации улучшения дела.

#### Статья
Это один из самых распространённых и сложных газетных жанров. Ей присущи наибольшая, по сравнению с другими жанрами, широта теоретических и практических обобщений, глубокий анализ фактов и явлений, чёткая социальная направленность. Это — исследование, посвящённое какому-нибудь важному конкретному вопросу, явлению, где умело сочетается высокий уровень обобщения с мастерством литературного изложения. Жанр статьи присутствует в большинстве периодических изданий, именно он в значительной мере определяет их аналитический уровень и направление.

#### Рецензия
С помощью этого жанра журналист осмысливает и оценивает научные, общественно-политические, художественные произведения. Главное отличие рецензии от других жанров состоит в том, что её объектом являются не непосредственные факты действительности, а факты и явления, уже изученные, осмысленные и отражённые в книгах, спектаклях, кинофильмах и т. д. Рецензия оценивает достоинства и недостатки работы учёного или художника, сопоставляя результаты исследования с жизнью, делая соответствующие выводы. Рецензия, как правило, рассматривает одно-два произведения, даёт им оценку, не ставя перед собой других, более сложных задач.
Периодические издания откликаются на те работы, которые представляют наибольший интерес для аудитории. Задача газеты — заметить лучшее, популяризировать его, а также указать на ошибочные или слабые работы.
Главное назначение рецензии — помочь читателю или зрителю глубже разобраться в вопросах политики, экономики, науки, техники, искусства. Рецензия всегда целенаправленна, рассчитана на определённую аудиторию, читательскую группу. Она содержит данные о рассматриваемом произведении, о замысле его автора, даёт анализ и указывает на общественную значимость работы.

#### Обзор СМИ
Этот жанр весьма схож с жанром рецензии, поскольку представляет собой одну из форм рецензирования. Однако объект его изучения значительно более узкий — это газеты и журналы. Этот жанр имеет большую историю. Он всегда присутствовал в газетах, которые вели полемику с другими органами печати, что особенно характерно для партийной прессы, которая полемизировала со своими идейными противниками, оппонентами. К. Маркс и Ф. Энгельс, редактируя «Новую Рейнскую газету», постоянно использовали обзор печати в качестве средства для борьбы с буржуазной прессой. Кроме того, обзор печати использовался для руководства местной партийной прессой, особенно в первые годы Советской власти. Многие провинциальные газеты не имели в то время достаточно квалифицированных журналистских кадров, и задачей обзоров было повышение уровня журналистского мастерства работников печати на положительных примерах лучших изданий, разбор характерных ошибок и недостатков местной прессы. Обзоры печати заменяли тогда учебные пособия по журналистике, служили повышению профессионализма молодых газетчиков. Все это определило судьбу жанра как управленческого. В дальнейших постановлениях партии роль обзора печати была обусловлена потребностью изучать содержание местных газет, исходя из их анализа.

#### Обозрение
Это один из распространённых аналитических жанров, в основе которого лежит осмысление системы событий и фактов, ограниченных определёнными временными и географическими рамками. Обозрение даёт читателю богатую, разностороннюю картину окружающей действительности, раскрывает связи между явлениями общественной жизни, указывает на тенденцию их развития.
Исследователи жанров журналистики отмечают следующие особенности обозрения:
- обозреватель оперирует не отдельным фактом, не отдельным событием, а более или менее широкой совокупностью фактов, событий, ситуаций, явлений, процессов, сторон общественной жизни. Это набор не случайных, а тщательно отобранных фактов, из которых складывается правдивая картина действительности в её определённом аспекте (политика, промышленность, сельское хозяйство, культура и т. д.);
- каждый отдельный факт, событие, явление рассматривается автором не самостоятельно, а как элемент целого.

### Художественно-публицистические жанры
Художественно-публицистические жанры — очерк, фельетон, памфлет — сочетают в себе понятийные и образно-выразительные средства, обладают большой эмоциональной силой, раскрывают типическое через индивидуальное.

#### Фельетон
Это один из сатирических жанров, задача которого — обличение общественных пороков, недостатков, содействие их искоренению. Как и другие художественно-публицистические жанры, фельетон сочетает в себе понятийные и образно-выразительные средства.
Фельетон, как один из распространённых газетных жанров сатиры, использовался журналистами для борьбы с пережитками, которые мешали общественной жизни.

#### Памфлет
Этот жанр отличается от фельетона более острой сатирической окраской, нередко внешнеполитической направленностью. В отличие от фельетона, который строится на одном или группе близких друг другу фактов, явлений, у памфлета более широкий масштаб. Его назначение — вести огонь по системе взглядов, вскрыть существенное в политике врага, в его идеологической концепции, в его методах действия. Этот жанр отличается «убийственной» иронией, едким сарказмом, разящим идейных противников. Много памфлетов публиковалось в советской прессе в годы Великой Отечественной войны, в них памфлетисты подвергали беспощадной критике фашизм и его главарей. Их безжалостное разоблачение и осмеяние, презрение и насмешка возбуждали у читателей глубокое чувство ненависти к врагам.
В последнее десятилетие XX века в российской журналистике также было опубликовано большое количество памфлетов. С помощью этого жанра противоборствующие политические силы демократов и оппозиции вели ожесточённую борьбу за умы читателей.

#### Очерк
Это главный художественно-публицистический газетный жанр, включающий в себя все функции СМК (средств массовой коммуникации) с преобладающей функцией воспитания. Этот жанр занимает как бы промежуточное место между журналистикой и литературой. Его с успехом используют и газетчики, и писатели.
В отличие от художественного повествования в тексте очерка автор, прерывая рассказ о герое, может непосредственно обращаться к читателю, прямо высказывая своё отношение к изображаемому, что даёт ему неограниченные возможности в осмыслении, объединении самых разнообразных фактов и явлений, далеко отстоящих друг от друга в пространстве и во времени. Именно эти авторские размышления часто являются структурообразующими элементами очерка, основным композиционным стержнем, вокруг которого и идёт группировка всего собранного материала.
Хороший очерк иногда имеет и сюжет. Все это обусловлено тем, что очеркист обычно показывает явление, а не рассказывает о нём, как это обычно делает автор заметки, корреспонденции, статьи.
Сила воспитательного воздействия очерка состоит в том, что полюбившийся читателям герой очерка живёт среди них, у него есть конкретный адрес, ему можно написать письмо, позвонить, встретиться, обменяться мыслями, чувствами. Между героем очерка и аудиторией устанавливается прямая связь, которая может продолжаться многие годы. Примером может служить очерк Ю. Роста «Браты» в «Литературной газете» (2 декабря 1981). В нём автор рассказал о десяти братьях Лысенко, которых мать проводила на войну и которые все живые и невредимые вернулись после победы домой. А кроме сыновей у Евдокии Лысенко было ещё пять дочек. В конце материала, воздавая должное простой многодетной крестьянке, автор предложил поставить ей в селе памятник, тем более что росту она была маленького, и бронзы на неё уйдёт немного. Как позже писал очеркист, газета получила много писем, где читатели высказывали готовность принять участие в сооружении памятника. Журналист готовился поблагодарить авторов писем и выразить надежду, что памятник Матери когда-нибудь будет установлен, как вдруг получил письмо на официальном бланке Днепропетровского машиностроительного завода им. В. И. Ленина, где сообщалось, что рабочие завода просят согласия отлить безвозмездно памятник. Публикация этого письма вызвала новый поток почты. Тогда газета и местные власти объявили конкурс на лучший проект памятника Матери. Никаким гонорарным фондом организаторы не обладали, тем не менее, в редакцию пришли десятки эскизов. В результате через два с половиной года в украинском селе Бровахи был открыт памятник Евдокии Лысенко, матери десяти солдат, поставленный всем миром. («Литературная газета», 9 мая 1984).

## Данные о газетах
По данным Федерального агентства по печати и массовым коммуникациям, на сентябрь 2006 года в России издаётся 49 201 газета. 46 632 газеты используют для своего названия алфавит кириллицы, а 2389 — латинский алфавит.

## Оценки современников
Газеты всегда возбуждают любопытство — и никогда его не оправдывают— Чарльз Лэм

## Прочая информация
Использованные газеты очень часто используются для растопки печей, изготовления оригами, оборачивания каких-либо предметов, сушки обуви, в качестве  туалетной бумаги, подстилок для настольных работ и т.д.

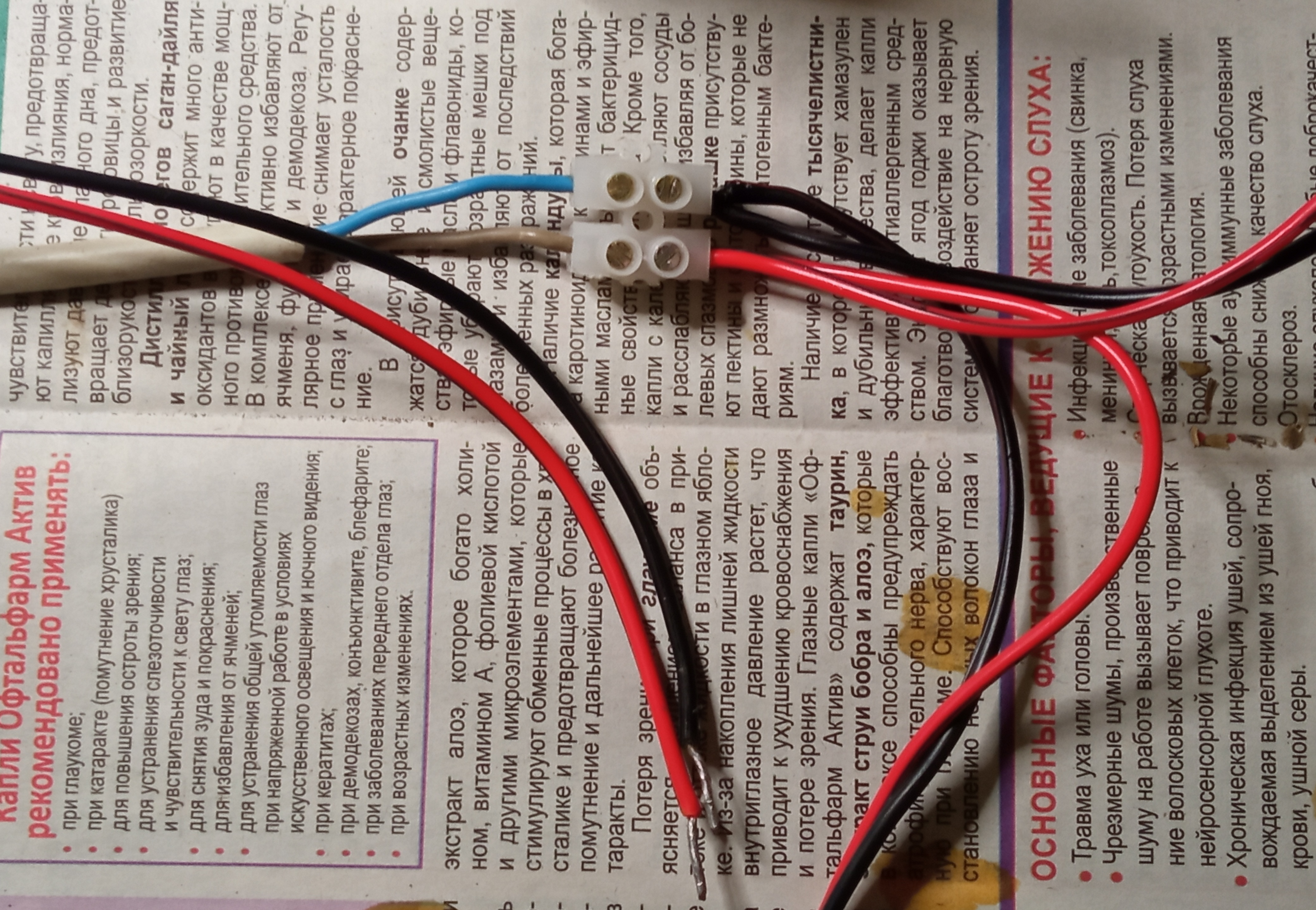
Газета, используемая для настольных работ, в данном случае, пайки